# Салца Ирпина
Са̀дца Ирпѝна (на италиански: Salza Irpina; на неаполитански: Sàoza, Саоца) е село и община в Южна Италия, провинция Авелино, регион Кампания. Разположено е на 547 m надморска височина. Населението на общината е 788 души (към 2010 г.).